# گواتمالا ۱۰۷۹۷
سیارک ۱۰۷۹۷ (به انگلیسی: 10797 Guatemala، نامگذاری:1992GO4) ده هزار و هفتصد و نود و هفتمین سیارک کشف شده‌است که در ۴ آوریل ۱۹۹۲ کشف شد.
قدر مطلق سیارک برابر ۱۵٫۰۰ است.